# Espondilolistesi
L'espondilolistesi és el desplaçament d'una vèrtebra en comparació amb una altra. Tot i que alguns diccionaris mèdics defineixen l'espondilolistesi específicament com el desplaçament frontal o anterior d'una vèrtebra sobre la vèrtebra inferior a ella (o al sacre), sovint es defineix als llibres de text mèdics com a desplaçament en qualsevol direcció. L'espondilolistesi es classifica en funció del grau de lliscament d'un cos vertebral en relació amb el cos vertebral adjacent següent. L'espondilolistesi es classifica com una de les sis etiologies principals: degenerativa, traumàtica, displàstica, ístmica, patològica o postquirúrgica. L'espondilolistesi es produeix amb més freqüència a la columna lumbar, principalment a nivell L5-S1, amb el cos vertebral L5 que es desplaça anteriorment sobre el cos vertebral S1.